# Thành Nakatsu
Thành Nakatsu (中津城 (Trung Tân thành) Nakatsu-jō) là một tòa thành của Nhật Bản ở thành phố Nakatsu thuộc tỉnh Ōita. Tòa thành này được biết đến như là một trong ba Mizujiro, hay "Các tòa thành biển", ở Nhật Bản, cùng với Thành Takamatsu ở tỉnh Kagawa và Thành Imabari ở tỉnh Ehime.

## Lịch sử

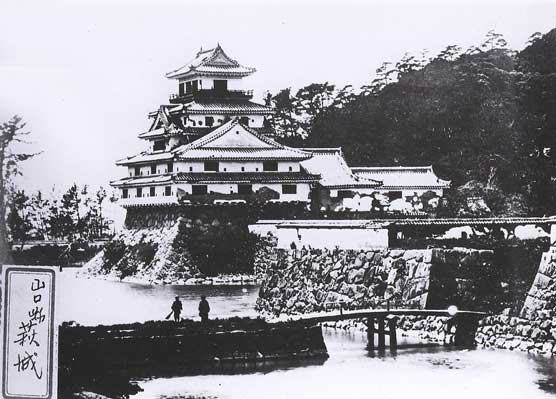
Tòa thành Hagi, nơi mà Nakatsu được mô phỏng theo

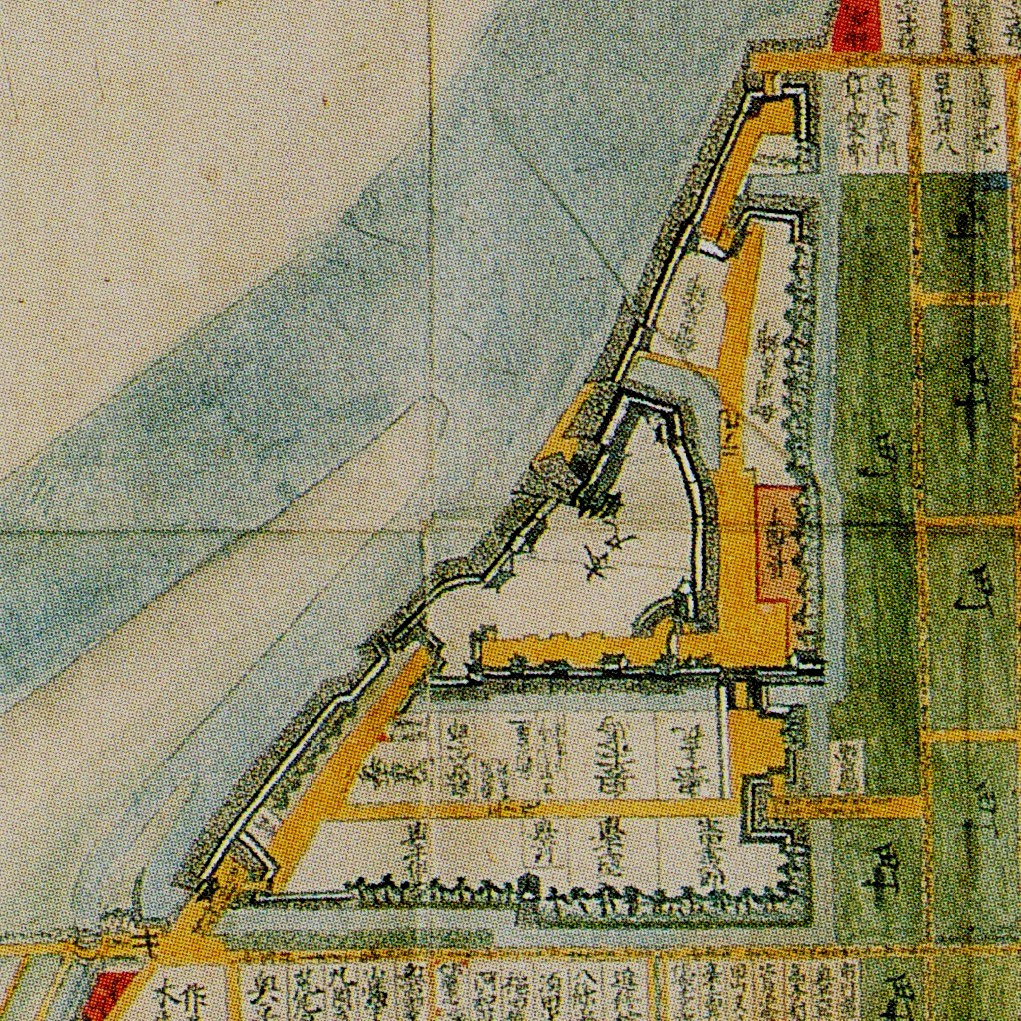
Bố trí Thành Nakatsu

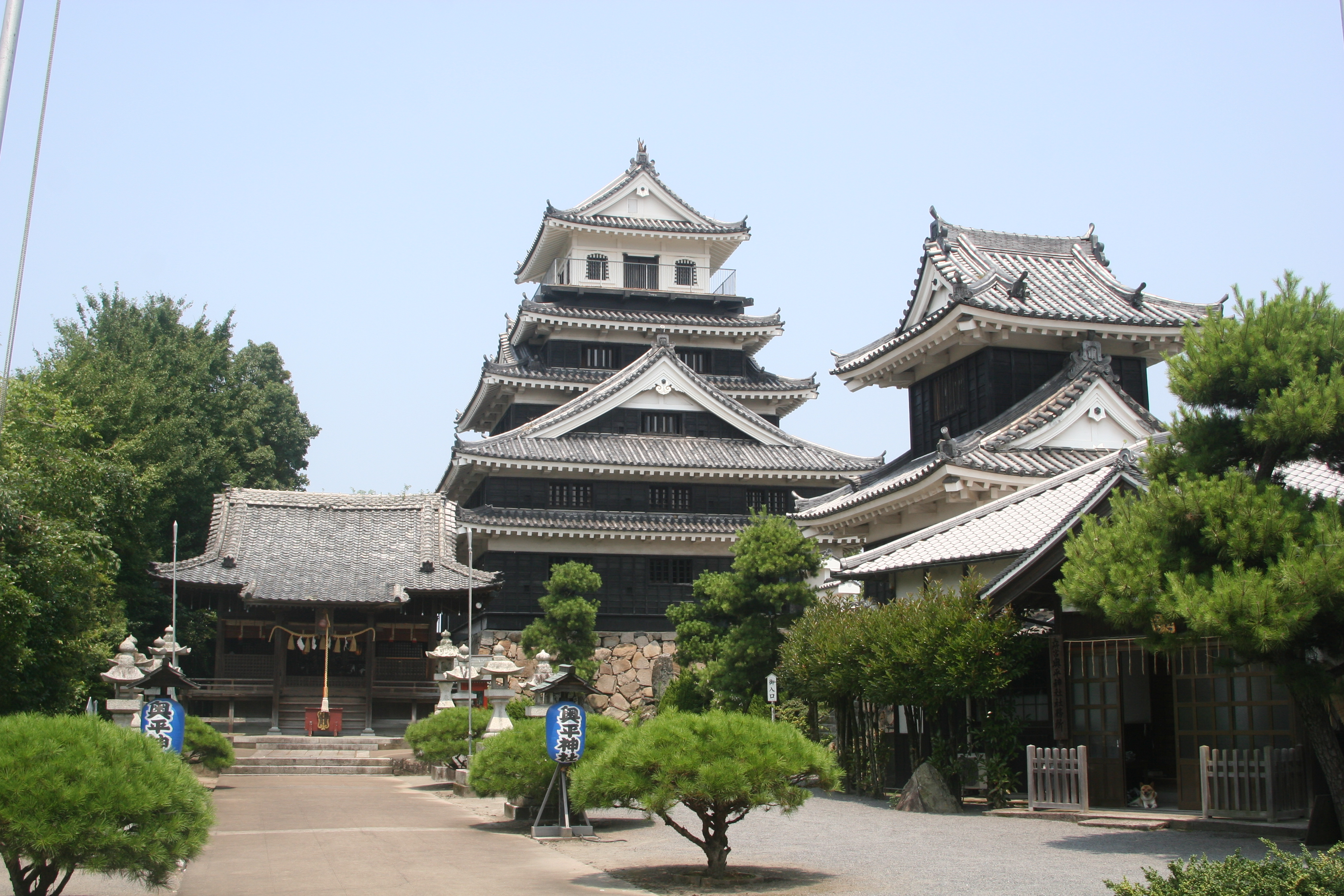
Tòa thành chính và đền thờ

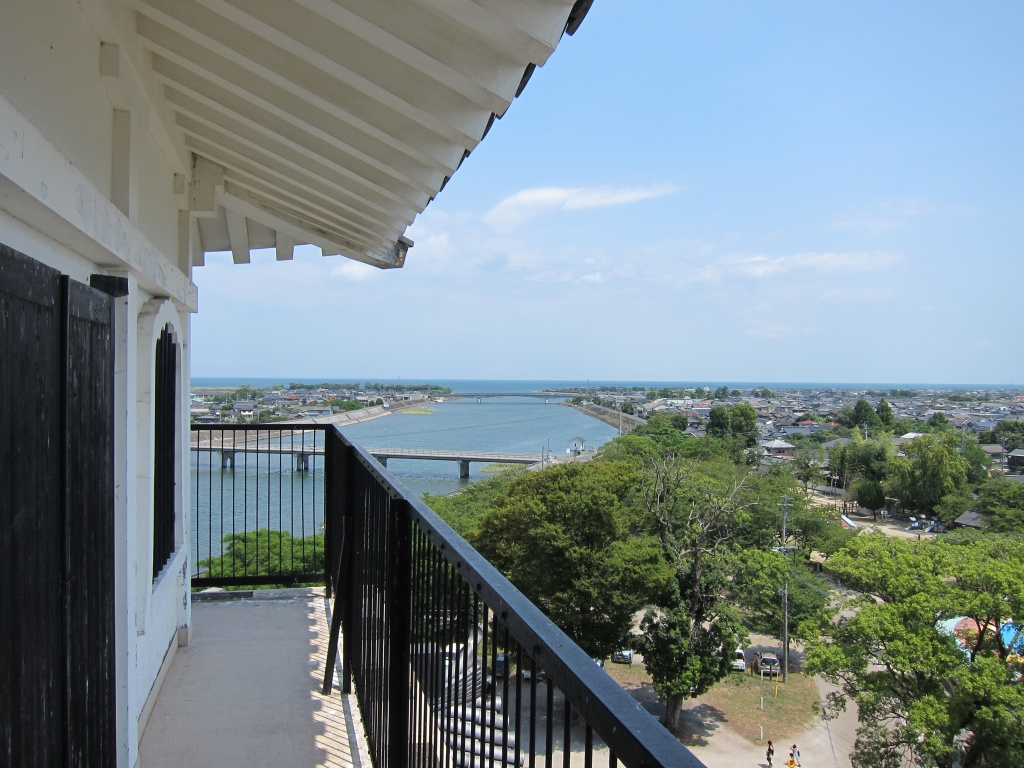
Cảnh thành phố từ sàn quan sát tòa thành

Việc xây dựng tòa thành bắt đầu dưới sự cai trị của Daimyo Kuroda Yoshitaka năm 1587, khi ông được Toyotomi Hideyoshi bổ nhiệm làm tổng đốc khu vực vì sự giúp đỡ của ông trong chiến dịch Kyūshū. Yoshitaka đã được thưởng những vùng đất lớn hơn ở Fukuoka sau trận Sekigahara, và được thay thế bởi Daimyo Hosokawa Tadaoki, người đã hoàn thành việc xây dựng. Tadaoki chuyển đến Thành Kokura, khi nó được xây dựng, và Thành Nakatsu đã được trao cho con trai của ông Hosokawa Tadatoshi. Tòa thành được chiếm bởi gia tộc Ogasawara và sau đó là Gia tộc Okudaira năm 1717. tòa thành bị bỏ lại năm 1871 sau khi phục hồi Meiji và toàn bộ cấu trúc đã bị phá huỷ trong một vụ cháy trong cuộc nổi dậy Satsuma năm 1877. tòa thành hiện nay được xây dựng trong Năm 1964 bởi hậu duệ của gia tộc Okudaira Samurai, và được mô phỏng theo tòa thành Hagi.

## Kiến trúc
Tổng diện tích của tòa thành là khoảng 78.000m² và hình dạng của toàn bộ cấu trúc được xây dựng theo hình dạng của một quạt mở. Tòa thành được bao bọc bởi một bức tường đá truyền thống và một hào. Tòa nhà là một cấu trúc tầng 5 khung thép, và tầng trên cùng là sàn quan sát. Tòa thành hút nước muối từ biển Seto nội địa để lấp đầy hào nước.

## Di sản
Theo truyền thuyết địa phương, Yoshitaka đã phải đối mặt với những cuộc nổi dậy của người dân trong khu vực, những người tấn công tòa thành của ông. Những người nổi dậy đã bị giết, nhưng vết máu của họ đã cho thấy qua các bức tường thậm chí sau khi vẽ chúng, làm cho vị tổng đốc phải có bức tường sơn màu đỏ. Tòa thành ban đầu cũng đặt một ngôi đền nhỏ cho các nhà lãnh đạo phiến loạn Utsonomiya Shigefusa.
Tòa thành hiện nay được sử dụng như là một bảo tàng trưng bày gia truyền của các gia đình chi phối khu vực. Bảo tàng cũng có nhiều tài liệu về rangaku, vì thành phố Nakatsu là trung tâm của việc học rangaku. Hơn nữa, tòa thành có ngôi đền Okudaira, là một đền thờ quan trọng cho người dân của thành phố.
Tòa thành đã được đưa lên để bán vào năm 2007 bởi các chủ sở hữu sau đó. Sau khi đàm phán với Hội đồng Thành phố Nakatsu đã qua, tòa nhà đã được bán trong năm 2010 cho một công ty có trụ sở tại tỉnh Saitama gọi là Chiga.